# Robert Szpak
Robert Szpak (ur. 31 grudnia 1989 w Kołobrzegu) – polski lekkoatleta specjalizujący się w rzucie oszczepem.
Syn Mieczysława – byłego lekkoatlety. Karierę lekkoatletyczną rozpoczynał w rodzinnym Kołobrzegu w klubie Sztorm, w którego zarządzie zasiada do dziś. Absolwent kołobrzeskiego Zespół Szkół Ogólnokształcących im. Mikołaja Kopernika. Pełni służbę wojskową w stopniu starszego szeregowego. Od 1 września 2013 nauczyciel wychowania fizycznego w Gimnazjum nr 1 im. Bolesława Chrobrego w Kołobrzegu.
Jego największym sukcesem sportowym jest złoty medal mistrzostw świata juniorów (2008).

## Kariera
W roku 2007 bez powodzenia uczestniczył w mistrzostwach Europy juniorów. Rok później – 11 lipca 2008 – wygrał konkurs rzutu oszczepem na odbywających się w Bydgoszczy mistrzostwach świata juniorów. Brązowy medalista mistrzostw świata wojskowych, które w 2009 odbyły się w Bułgarii. Na eliminacjach zakończył swój występ w młodzieżowych mistrzostwach Europy (2009). Sezon 2011 stracił z powodu kontuzji, a do sportu wrócił na początku 2012. Reprezentant Polski w meczach międzypaństwowych.
Medalista mistrzostw Polski seniorów ma w dorobku jeden brązowy medal (Bielsko-Biała 2010). Stawał na podium krajowego czempionatu w kategorii juniorów.
Rekord życiowy w rzucie oszczepem: 78,33 (17 czerwca 2009, Ostrawa).

## Osiągnięcia
| Rok  | Impreza                                   | Miejsce   | Lokata            | Wynik | Źródło |
| ---- | ----------------------------------------- | --------- | ----------------- | ----- | ------ |
| 2007 | Mistrzostwa Europy juniorów               | Hengelo   | 10. miejsce       | 67,58 | [ 11 ] |
| 2008 | Mistrzostwa świata juniorów               | Bydgoszcz | 1. miejsce        | 78,01 | [ 6 ]  |
| 2009 | Mistrzostwa świata wojskowych             | Sofia     | 3. miejsce        | 77,50 | [ 12 ] |
| 2009 | Młodzieżowe mistrzostwa Europy            | Kowno     | el. – 16. miejsce | 71,38 | [ 13 ] |
| 2009 | Mecz Niemcy – Polska – Austria/Szwajcaria | Berlin    | 1. miejsce        | 73,10 | [ 14 ] |
| 2010 | Mecz Polska – Niemcy                      | Bydgoszcz | 3. miejsce        | 71,08 | [ 15 ] |

## Progresja wyników

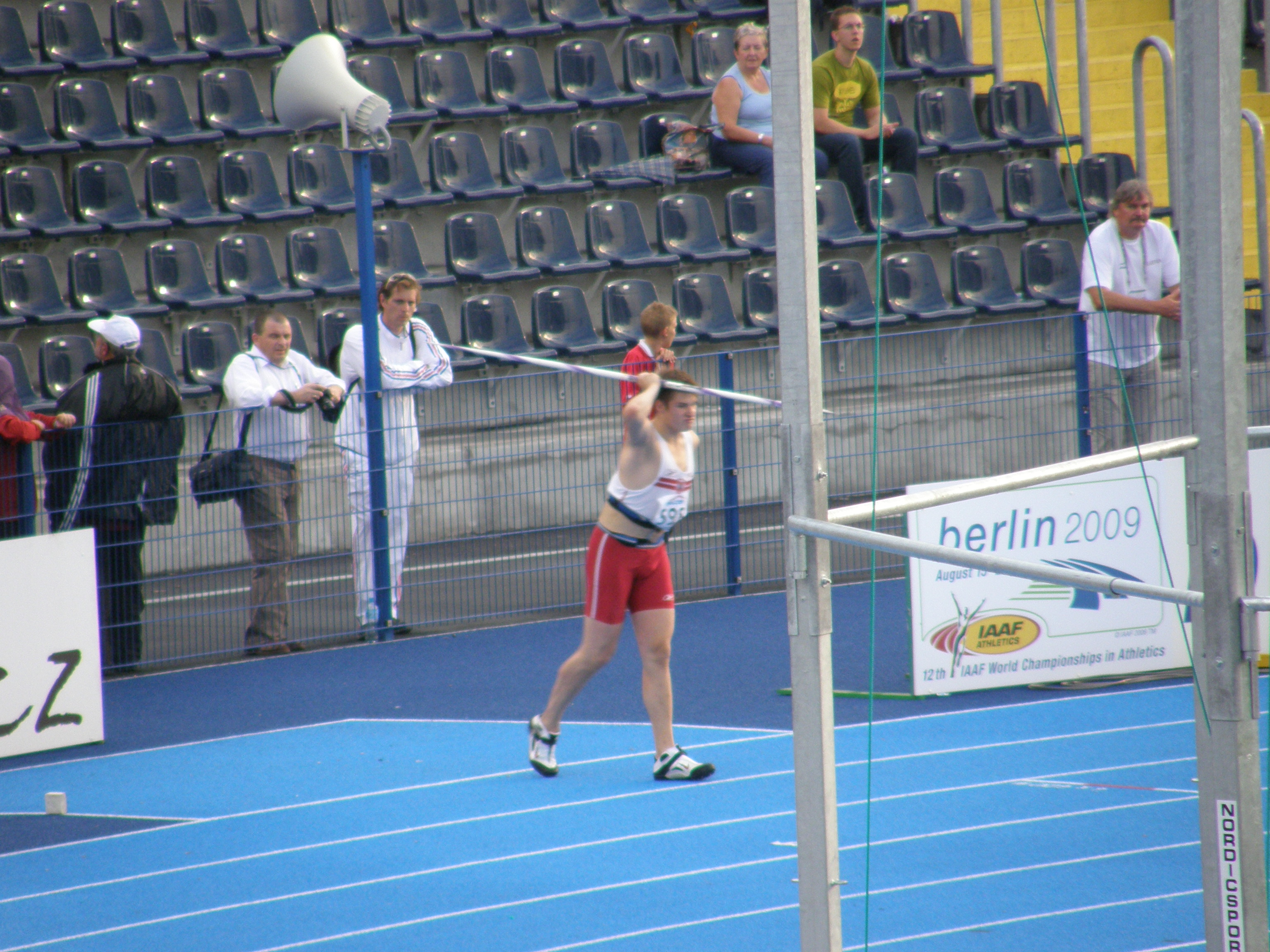
Robert Szpak podczas mistrzostw świata juniorów w Bydgoszczy

| Rok  | Wynik | Data           | Miejsce              | Uwagi                       |
| ---- | ----- | -------------- | -------------------- | --------------------------- |
| 2002 | 37,33 | 14 września    | Szczecin             | oszczep 600 g               |
| 2003 | 49,48 | 6 września     | Stargard Szczeciński | oszczep 600 g               |
| 2004 | 54,30 | 2 października | Białogard            | oszczep 600 g               |
| 2005 | 61,24 | 4 czerwca      | Poznań               | oszczep 700 g               |
| 2006 | 70,07 | 26 lipca       | Łódź                 | oszczep 700 g               |
| 2006 | 66,80 | 7 października | Stargard Szczeciński |                             |
| 2007 | 74,50 | 5 maja         | Białogard            |                             |
| 2008 | 78,01 | 11 lipca       | Bydgoszcz            | mistrzostwa świata juniorów |
| 2009 | 78,33 | 17 czerwca     | Ostrawa              | Zlatá Tretra                |
| 2010 | 78,22 | 22 maja        | Białogard            |                             |
| 2012 | 73,60 | 28 lipca       | Białogard            |                             |
| 2015 | 70,12 | 18 września    | Kołobrzeg            | Memoriał Michała Barty      |
| 2016 | 70,21 | 11 czerwca     | Białogard            |                             |